# احمدآباد خیاری
احمدآباد خیاری، روستایی از توابع بخش دهج شهرستان شهربابک در استان کرمان است.

## جمعیت
این روستا در دهستان دهج قرار دارد و براساس سرشماری مرکز آمار ایران در سال ۱۳۹۵، جمعیت آن ۹۵ نفر (۳۹ خانوار) بوده‌است.